# رايان شابمان
رايان شابمان (بالإنجليزية: Ryan Chapman)‏ (14 أبريل 1987 بكيب تاون في جنوب أفريقيا - ) هو لاعب كرة قدم جنوب أفريقي في مركز الهجوم. لعب مع بيدفيست ويتس وسوبر سبورت يونايتد وسانتوس.

## وصلات خارجية
- رايان شابمان على موقع قاعدة بيانات كرة القدم.إي يو (الإنجليزية)
- رايان شابمان على موقع Soccerway.com (الإنجليزية)